# Уиннебейго (город, Миннесота)
Уиннебейго (англ. Winnebago) — город в округе Фэрибо, штат Миннесота, США. На площади 5,7 км² (5,7 км² — суша, водоёмов нет), согласно переписи 2002 года, проживают 1487 человек. Плотность населения составляет 260,8 чел./км². 
- Телефонный код города — 507
- Почтовый индекс — 56098
- FIPS-код города — 27-70924[1]
- GNIS-идентификатор — 0654264[2]